# Rubeosis iridis
Die Rubeosis iridis oder Rubeosis diabetica ist eine ausgeprägte Füllung der Irisgefäße oder vermehrte Gefäßneubildung (Neovaskularisation) in der Iris und in der Augenkammer, genauer dem Kammerwinkel, Angulus iridocornealis mit rosaroter Färbung „Rubeosis“ der Iris.
Die Erstbeschreibung stammt aus dem Jahre 1928 bei Diabetikern durch den österreichischen Augenarzt Robert Salus.

## Ursache
Ein Sauerstoffmangel der Netzhaut aufgrund einer diabetischen Retinopathie (häufigste Ursache), Netzhautgefäßverschlusses (Retinaler Arterienverschluss, Zentralvenenthrombose) oder Netzhautablösung führt über den Vascular Endothelial Growth Factor zu Gefäßneubildungen in Iris und Kammerwinkel.
Die Ursachen können eingeteilt werden in:
- Gefäßerkrankungen großer benachbarter Gefäße wie des Arteria carotis-Stromgebietes
- Gefäßerkrankungen am Auge
- Erkrankungen der Retina wie Folgen eines Morbus Eales oder eine Sichelzellretinopathie
- Tumoren der Iris
- nach abgelaufener Entzündung

## Klassifikation
Klinisch kann unterschieden werden:
- Fokaler, stationärer Typ aufgrund eines direkten Traumas, günstige Prognose
- Diffuser, progressiver Typ aufgrund von Gefäßprozessen, irreversibel verlaufend, ungünstige Prognose

## Differentialdiagnose
Abzugrenzen ist die „Pseudo-Rubeosis-Iridis“ aufgrund einer Atrophie des Bindegewebes der Iris mit besserer Sichtbarkeit der Irisgefäße.

## Behandlung
Die Behandlung richtet sich auf die Grunderkrankung, eine medikamentöse Hemmung der Gefäßneubildung ist noch nicht etabliert.